# 1 500 mètres masculin aux championnats du monde d'athlétisme en salle 2018
Pour un article plus général, voir Championnats du monde d'athlétisme en salle 2018.
Navigation
2016 2022
L'épreuve du 1 500 mètres masculin des championnats du monde en salle 2018 se déroule les 3 et 4 mars 2018 à la Barclaycard Arena de Birmingham, au Royaume-Uni.

## Résultats

### Finale
| Rang               | Athlète            | Pays            | Temps   | Notes |
| ------------------ | ------------------ | --------------- | ------- | ----- |
| Médaille d'or      | Samuel Tefera      | Éthiopie        | 3:58.19 |       |
| Médaille d'argent  | Marcin Lewandowski | Pologne         | 3:58.39 |       |
| Médaille de bronze | Abdelaati Iguider  | Maroc           | 3:58.43 |       |
| 4                  | Aman Wote          | Éthiopie        | 3:58.64 |       |
| 5                  | Ben Blankenship    | États-Unis      | 3:58.89 |       |
| 6                  | Jake Wightman      | Grande-Bretagne | 3:58.91 |       |
| 7                  | Craig Engels       | États-Unis      | 3:58.92 |       |
| 8                  | Chris O'Hare       | Grande-Bretagne | 4:00.65 |       |
| 9                  | Vincent Kibet      | Kenya           | 4:02.32 |       |

### Séries
| Rang | Série | Athlète                | Pays               | Temps   | Notes |
| ---- | ----- | ---------------------- | ------------------ | ------- | ----- |
| 1    | 1     | Abdelaati Iguider      | Maroc              | 3:40.13 | Q     |
| 2    | 1     | Aman Wote              | Éthiopie           | 3:40.20 | Q     |
| 3    | 1     | Ben Blankenship        | États-Unis         | 3:40.23 | q     |
| 4    | 1     | Marcin Lewandowski     | Pologne            | 3:40.78 | q     |
| 5    | 1     | Chris O'Hare           | Grande-Bretagne    | 3:42.46 | q     |
| 6    | 2     | Samuel Tefera          | Éthiopie           | 3:44.00 | Q     |
| 7    | 2     | Vincent Kibet          | Kenya              | 3:44.26 | Q     |
| 8    | 2     | Ryan Gregson           | Australie          | 3:44.44 |       |
| 9    | 2     | Marc Alcalá            | Espagne            | 3:45.49 |       |
| 10   | 2     | Jakub Holuša           | Tchéquie           | 3:45.84 |       |
| 11   | 2     | Kalle Berglund         | Suède              | 3:46.61 |       |
| 12   | 3     | Jake Wightman          | Grande-Bretagne    | 3:47.23 | Q     |
| 13   | 3     | Craig Engels           | États-Unis         | 3:47.55 | Q     |
| 14   | 3     | Brahim Kaazouzi        | Maroc              | 3:47.65 |       |
| 15   | 2     | Musa Hajdari           | Kosovo             | 3:47.68 | NR    |
| 16   | 2     | Harvey Dixon           | Gibraltar          | 3:49.89 | NR    |
| 17   | 1     | Dario Ivanoski         | Macédoine du Nord  | 3:51.83 | PB    |
| 18   | 1     | Dey Tuach Dey          | Soudan du Sud      | 3:56.10 | NR    |
| 19   | 3     | Mikhail Soloshenko     | Kirghizistan       | 4:05.52 |       |
|      | 1     | Mohamed Ismail Mohamed | Somalie            | DNF     |       |
|      | 3     | Benjamín Enzema        | Guinée équatoriale | DQ      |       |
|      | 3     | Oddom Sat              | Cambodge           | DQ      |       |
|      | 3     | Ayanleh Souleiman      | Djibouti           | DNS     |       |
|      | 3     | Sadik Mikhou           | Bahreïn            | DNS     |       |

## Légende
Records et Performances
- AR : Record continental (area record)
- CR : Record des championnats (championship record)
- MR : Record du meeting (meet record)
- NR : Record national (national record)
- OR : Record olympique (olympic record)
- PR : Record paralympique (paralympic record)
- PB : Record personnel (personal best)
- SB : Meilleure performance personnelle de la saison (season's best)
- WL : Meilleure performance mondiale de l'année (world leader)
- WJR : Record du monde junior (world junior record)
- WR : Record du monde (world record)

Circonstances et Conditions
- DNF : N'a pas terminé (did not finish)
- DNS : N'a pas pris le départ (did not start)
- DQ : Disqualification (disqualification)
- NM : Aucun essai valable enregistré (No Mark)
- Q : Qualifié « directement » au prochain tour (ou à la prochaine compétition), lors d'une compétition majeure, grâce au classement ou à la réalisation des minima (automatic qualifier)
- q : Qualifié au prochain tour (ou à la prochaine compétition), lors d'une compétition majeure, grâce au repêchage ou à la réalisation de l'une des meilleures performances parmi celles des « non qualifiés directement » (grâce au meilleur temps ou à la meilleure distance par exemple) (secondary qualifier)